# Trikot
La Trikot est une voie au Dolgi Hrbet, dans les Alpes kamniques, en Slovénie.
Lors de son ouverture, elle fut considérée comme la voie la plus ardue du massif. Elle fut ouverte en artif' et cotée alors VI,A1/V,IV.
Trikot signifie « le triangle » en slovène. Cette paroi, d'un dénivelé de 500 m, est la partie orientale de la face nord du Dolgi hrbet, dans laquelle les itinéraires les plus longs atteignent 1 000 m. L'homonymie de l'appellation de la voie et de celle de la paroi, permet de dire « la Trikot au Trikot », afin de la différencier des autres voies du Trikot.
La première hivernale en 1977 par Peter Markič, les frères Andrej et Marko Štremfelj, et Nejc Zaplotnik fut applaudie. Pour A. Štremfelj et Zaplotnik ce fut la porte ouverte pour la première à l'arête ouest de l'Everest en 1979.
La première en libre témoigne d'une coopération américano-slovène, à la suite de la visite en Europe des grimpeurs américains Ajax Greene et Earl Wiggins.
La verticalité reste soutenue tout au long du développement de cette voie dans laquelle l'orientation n'est pas toujours aisée.

## Accès
- Départ du refuge Kranjska koča (vallée de Ravenska kočna).
- Descente le long de la crête sommitale du Dolgi hrbet, rejoignant vers l'ouest le col Mlinarsko sedlo, puis le refuge Češka koča.

## Sources
- (sl) Tone Golnar, Davo Karničar... et al., Plezalni vodnik Jezersko, Ljubljana, Planinska zveza Slovenije, 1999 (ISBN 961-6156-15-2). -guide d'alpinisme pour Jezersko (Club alpin slovène).
- (sl) Tine Mihelič, Rudi Zaman, Slovenske stene, Radovljica, Didakta, 2003 (ISBN 961-6463-47-0). -guide d'alpinisme et livre reconnu, couvrant les parois slovènes.